# Juan Carlos Navarro
Pour les articles homonymes, voir Navarro (homonymie).
Pour l'homme politique, voir Juan Carlos Navarro (homme politique).
Juan Carlos Navarro Feijoo, né le 13 juin 1980 à Sant Feliu de Llobregat (Province de Barcelone), est un joueur espagnol de basket-ball, évoluant au poste d'arrière (« combo guard »). Il est considéré comme étant un des meilleurs joueurs de l'histoire du basket-ball européen.
Surnommé la Bomba, Navarro est rapide et doté d'un excellent tir extérieur.
Il effectue l'intégralité de sa carrière au FC Barcelone, à l'exception de la saison 2007-2008 où il joue en NBA avec les Grizzlies de Memphis.
Avec le FC Barcelone, il remporte de nombreux trophées : deux fois l'Euroligue, en 2003 et 2010 et une Coupe Korać en 1999 sur la scène européenne. En Espagne, il remporte à de nombreuses reprises la Liga ACB et la Coupe du Roi. Avec la sélection espagnole, il participe à cinq Jeux olympiques et y remporte deux médailles d'argent, en 2008 et 2012 et une médaille de bronze en 2016. Il remporte aussi un titre de champion du monde en 2006, et deux titres européens, en 2009 et 2011.

## Biographie

### Carrière en club
Juan Carlos Navarro s'initie au basket-ball dès son plus jeune âge puisqu'à 4 ans, il s'entraînait déjà sur le panier qu'on lui avait installé dans la cour de sa maison. Il intègre très vite les équipes de jeunes du FC Barcelone où il rencontre celui qui allait devenir son meilleur ami et le parrain de sa fille aînée : Pau Gasol. Emmené par les deux joueurs, le Barça rafle tous les titres des catégories de jeunes et déjà, Navarro se fait remarquer par ses performances impressionnantes : sous les couleurs de la sélection cadets de la Catalogne, il inscrit notamment 55 points face à la sélection de Madrid.

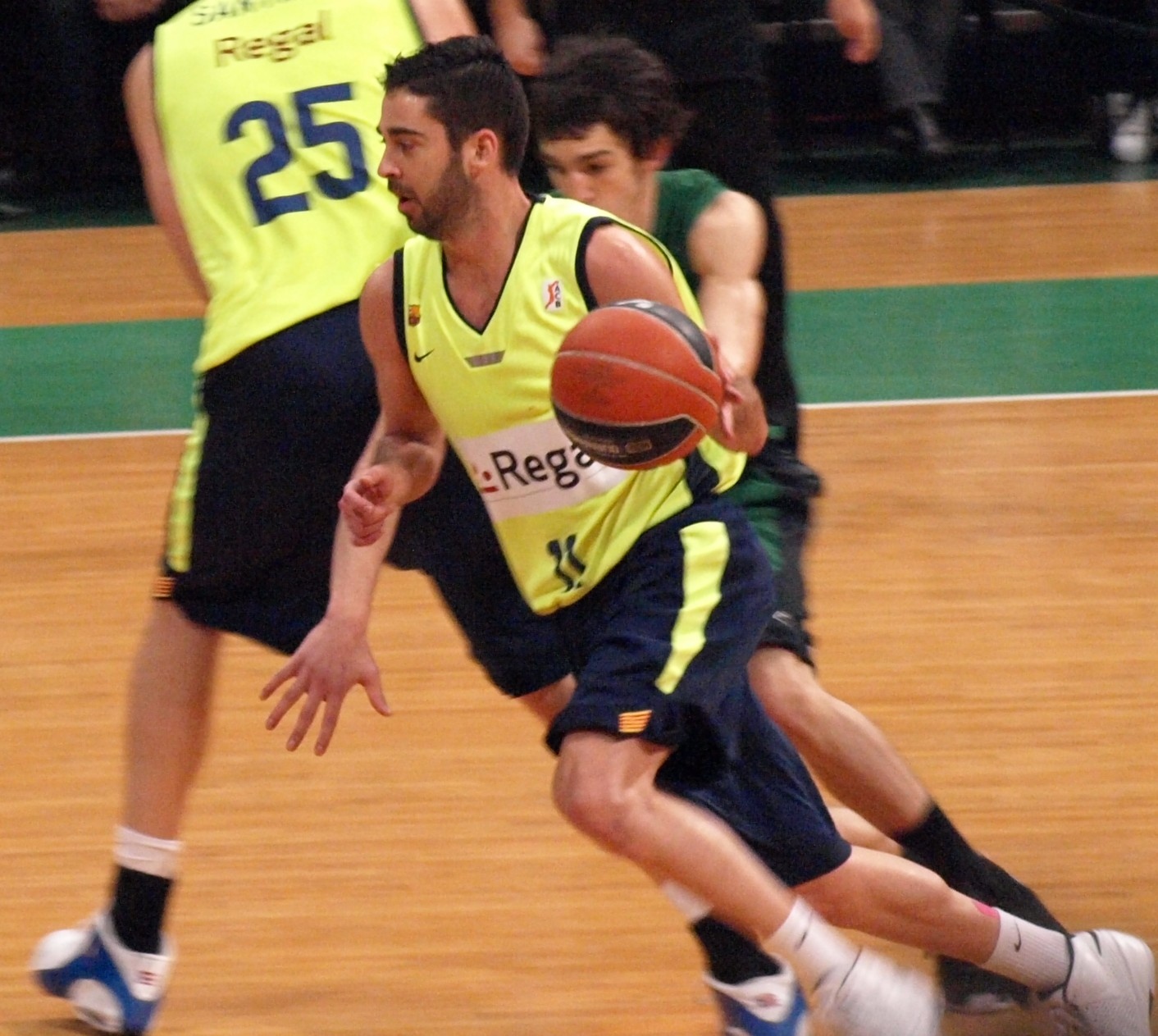
Juan Carlos Navarro de retour au FC Barcelone

En club, il fait ses débuts professionnels en Liga ACB à seulement 17 ans le 23 novembre 1997. Bien que drafté en 2002 en quarantième position par les Wizards de Washington, il reste longtemps fidèle à son club de Barcelone, avec lequel il remporte de nombreux titres : l'Euroligue en 2003 après une Coupe Korać en 1999 et quatre Liga ACB. À titre personnel, il est élu MVP de la Ligue ACB pour la saison 2005-2006 et meilleur marqueur pour la saison 2006-2007.
En 2007, il rejoint alors la NBA : la franchise des Wizards  de Washington ayant cédé ses droits aux Grizzlies de Memphis. Pour rendre l'opération possible, le président du FC Barcelone, Joan Laporta, accepte de baisser sa clause libératoire de 10 millions d'euros à quatre millions pour services rendus au club. Il évolue une partie de la saison aux côtés de son compatriote et ami Pau Gasol avant que celui-ci ne rejoigne les Lakers de Los Angeles. Malgré une saison correcte, 10,9 points et 2,2 passes, et une sélection dans la deuxième équipe type pour les rookies, il désire retourner en Europe. Il retrouve son ancien club, signant un contrat de cinq ans.
Le 24 novembre 2011, il devient le meilleur marqueur de l'histoire de l'Euroligue, lors de la victoire de son club de Barcelone sur Ljubljana (72-46). Lors de cette rencontre, il inscrit 14 points (6 sur 11 aux tirs) face aux Slovènes, pour porter son total en carrière à 2 716 points. Le précédent record était détenu par l'Américain Marcus Brown avec 2 715 points.
Le 30 décembre 2012, Navarro marque 33 points face au Real Madrid, c'est son record dans un match contre les Madrilènes[réf. nécessaire].
Le 17 mars 2013, Navarro devient le meilleur marqueur en Liga ACB de l'histoire du FC Barcelone devançant le record de 7 029 points détenu par Juan Antonio San Epifanio.
En mars 2014, il devient le joueur ayant disputé le plus de rencontres d'Euroligue avec 253, battant le précédent record détenu par Theodoros Papaloukas. En avril 2014, Navarro devient le premier joueur à marquer plus de 500 tirs à trois points dans l'histoire de l'Euroligue.
Le 1er juin 2014, Navarro devient le recordman de paniers à trois points des playoffs du championnat d'Espagne avec 230, battant le précédent record de Alberto Herreros. Quelques jours plus tard, Navarro devient le recordman du nombre de minutes jouées en playoffs ACB, dépassant Rafael Jofresa. Le Barça remporte la finale du championnat d'Espagne en battant le Real Madrid et Navarro est nommé meilleur joueur des finales, pour la troisième fois de sa carrière, établissant ainsi un nouveau record.
Le 27 décembre 2016, il devient le quatrième meilleur marqueur du championnat d'Espagne avec 8 046 points derrière Alberto Herreros (9 759 points), Jordi Villacampa (8 991) et Brian Jackson (8 651).
En avril 2017, Navarro devient le premier joueur à franchir les 4 000 points en carrière en Euroligue. Le 23 avril 2017, il joue son 654e match en Liga ACB, le cinquième plus grand total de matches joués en Liga.
En septembre 2017, Navarro signe un contrat de 10 ans avec le Barça, période qui comprend la fin sa carrière du joueur et le début de sa carrière de dirigeant au sein du club.
Avec plus de 1 000 matchs sous le maillot du Barça, Navarro est le joueur qui a joué le plus de matchs dans l'histoire du club. Il est aussi le joueur ayant joué le plus de match en équipe d'Espagne.
À l'été 2018, Navarro souhaite continuer à jouer encore une saison mais l'encadrement du Barça n'est pas favorable à ce que Navarro continue à jouer. Finalement, le 17 août 2018, Navarro annonce sa retraite de joueur. Il intègre l'encadrement du Barça.
Son numéro, le 11, est retiré par le Barça en mars 2019.
Son record de 341 matches joués en Euroligue est battu en mars 2019 par Felipe Reyes.

### Carrière en équipe d'Espagne
Avec la sélection espagnole, il brille également puisqu'aux côtés de Pau Gasol, Raúl López et Felipe Reyes, il remporte l'Championnat d'Europe juniorss en 1998. En 1999, il remporte le titre mondial junior à Lisbonne : en finale face aux États-Unis, il inscrit 27 points qui font de lui le meilleur marqueur de la rencontre. Il est également désigné meilleur joueur du tournoi.
Il participe lors des trois dernières éditions du Championnat d'Europe aux demi-finales, remportant une médaille de bronze en 2001 et une d'argent en 2003.
En 2005, lors du Championnat d'Europe 2005 de Belgrade, il échoue en demi-finale d'un point face à l'Allemagne de Dirk Nowitzki avant de finir à la quatrième place. Il finit toutefois dans le cinq majeur du tournoi, et deuxième au classement des meilleurs marqueurs avec 25,2 points de moyenne, derrière le MVP du tournoi Dirk Nowitzki.
En 2006, la sélection espagnole, dont il est un joueur clé, remporte le Championnat du monde de basket au Japon. En finale face à la Grèce, il partage le titre de meilleur marqueur de la rencontre avec son coéquipier Jorge Garbajosa : tous les deux inscrivent 20 points. L'année suivante, une blessure le perturbe lors de la tentative de l'équipe d'Espagne de remporter le Championnat d'Europe 2007 qui se déroule en Espagne. Les Espagnols se font finalement battre en finale par la Russie.
En 2011, il remporte le championnat d'Europe avec l'Espagne et est élu meilleur joueur de la compétition, après avoir réussi de bons matches : il marque 26 points en quart de finale face à la Slovénie, dont 17 dans le troisième quart-temps ; puis il marque 35 points en demi-finale face à l'équipe de Macédoine, son deuxième meilleur total en sélection, dont 19 lors de la troisième période : enfin en finale contre la France, il marque 27 points, ce qui fait de lui le meilleur scoreur et meilleur joueur de la finale.
Pau après la finale du championnat d'Espagne, où Barcelone est battu par le Real Madrid, il annonce qu'il déclare forfait pour le championnat d'Europe 2013, justifiant sa décision par la nécessité de se reposer et de se préserver pour la saison suivante où l'Espagne accueille le championnat du monde.
Il fait partie de l'équipe d'Espagne entraînée par Sergio Scariolo qui remporte le bronze aux Jeux olympiques de 2016. Il est un des seuls joueurs de basket-ball de l'histoire à avoir participé à cinq Jeux olympiques avec Teófilo Cruz, Oscar Schmidt, Andrew Gaze et Teresa Edwards.
Le 11 août 2017, face à la Belgique, il joue son 239e match avec l'Espagne égalant ainsi le record de Juan Antonio San Epifanio. Son bilan avec l'Espagne après 239 sélections est de 192 victoires pour 47 défaites. Il bat le record de sélections quelques jours plus tard lors d'une rencontre contre le Venezuela,. Il met un terme à sa carrière internationale en remportant la médaille de bronze lors de l'EuroBasket 2017.

## Palmarès

### Club
Avec le FC Barcelone :
- Euroligue (2) : 2003 et 2010.
- Coupe Korać : 1999.
- Ligue ACB (8) : 1999, 2001, 2003, 2004, 2009, 2011, 2012 et 2014.
- Coupe du Roi (7) : 2001, 2003, 2007, 2010, 2011, 2013 et 2018.
- Supercoupe d'Espagne (4) : 2004, 2009, 2010 et 2011.

### Équipe nationale
- Jeux olympiques
  -  Médaille d'argent aux Jeux olympiques 2012 de Londres.
  -  Médaille d'argent aux Jeux olympiques 2008.
  -  Médaille de bronze aux Jeux olympiques 2016.
- Championnat du monde
  -  Médaille d'or du Championnat du monde 2006.
- Championnat d'Europe
  -  Médaille de bronze au Championnat d'Europe 2001.
  -  Médaille d'argent au Championnat d'Europe 2003.
  -  Médaille d'argent au Championnat d'Europe 2007.
  -  Médaille d'or au Championnat d'Europe 2009.
  -  Médaille d'or au Championnat d'Europe 2011.
  -  Médaille de bronze au Championnat d'Europe 2017.

- Catégories Juniors
  -  Champion d'Europe Juniors 1998 à Varna.
  -  Champion du Monde Juniors 1999 à Lisbonne.

### Distinctions personnelles
Avec les sélections nationales espagnoles, il est désigné :
- Meilleur joueur du Championnat d'Europe 2011.
- Élu dans le cinq majeur du Championnat d'Europe 2011.
- Élu dans le cinq majeur du Championnat d'Europe 2005.
- Meilleur joueur du Championnat du Monde Juniors en 1999.

Sous le maillot du FC Barcelone, il est désigné dans les compétitions nationales :
- Meilleur joueur de la Ligue ACB pour la saison 2005-2006.
- Meilleur marqueur de la Ligue ACB pour la saison 2006-2007.
- Meilleur joueur (MVP) de la finale du Championnat d'Espagne : 2009[27], 2011[28] et 2014.
- Meilleur joueur (MVP) de la Supercoupe d'Espagne 2009, 2010 et 2011.
- Élu dans le cinq majeur de la Liga en 2006, 2007, 2009, 2010[29].

Toujours sous le maillot de Barcelone, il reçoit les récompenses suivantes en compétitions européennes :
- Meilleur joueur de l'Euroligue de basket-ball 2008-2009[30].
- Nommé dans le cinq majeur de l'Euroligue en 2006, 2007, 2009, 2010 et 2011.
- Nommé dans le deuxième cinq de l'Euroligue en 2012[31] et 2013[32].
- Meilleur joueur (MVP) du Final Four 2010.

Sous le maillot des Grizzlies de Memphis, il est élu dans la NBA All-Rookie Second Team (2007-2008).

## Records sur une rencontre en NBA
Les records personnels de Juan Carlos Navarro en NBA sont les suivants, :
| Type de statistique        | Saison régulière | Saison régulière               | Saison régulière |
| Type de statistique        | Record           | Adversaire                     | Date             |
| -------------------------- | ---------------- | ------------------------------ | ---------------- |
| Points                     | 28               | 2 fois                         | 2 fois           |
| Paniers marqués            | 10               | 2 fois                         | 2 fois           |
| Paniers tentés             | 19               | @ Nuggets de Denver            | 16 avril 2008    |
| Paniers à 3 points réussis | 8                | Hornets de La Nouvelle-Orléans | 16 novembre 2007 |
| Paniers à 3 points tentés  | 14               | @ Nuggets de Denver            | 16 avril 2008    |
| Lancers francs réussis     | 8                | @ Magic d'Orlando              | 15 décembre 2007 |
| Lancers francs tentés      | 8                | 2 fois                         | 2 fois           |
| Rebonds offensifs          | 5                | @ Trail Blazers de Portland    | 15 avril 2008    |
| Rebonds défensifs          | 11               | @ Nets du New Jersey           | 27 novembre 2007 |
| Rebonds totaux             | 11               | @ Nets du New Jersey           | 27 novembre 2007 |
| Passes décisives           | 7                | 2 fois                         | 2 fois           |
| Interceptions              | 3                | 2 fois                         | 2 fois           |
| Contres                    | 1                | Mavericks de Dallas            | 28 janvier 2008  |
| Balles perdues             | 6                | @ Bobcats de Charlotte         | 19 janvier 2008  |
| Minutes jouées             | 47               | Cavaliers de Cleveland         | 15 janvier 2008  |

- Double-double : 1
- Triple-double : 0